# Tías (plaats)
Tías is een plaats in de gelijknamige gemeente op het eiland Lanzarote. De plaats telt ongeveer 5300 inwoners.
Het dorp ligt vrijwel in het geografische midden van de gemeente op 3 km van de kust. Het dorp wordt doorkruist door de LZ-2 die hier is uitgevoerd als autosnelweg. De LZ-505 verbindt Tías met de kustplaats Puerto del Carmen.